# Balatonújlak
Balatonújlak je obec v Maďarsku v župě Somogy. Obec se nachází nedaleko Balatonu.
Rozkládá se na ploše 10,81 km² a v roce 2024 zde žilo 450 obyvatel.